# Žeimena

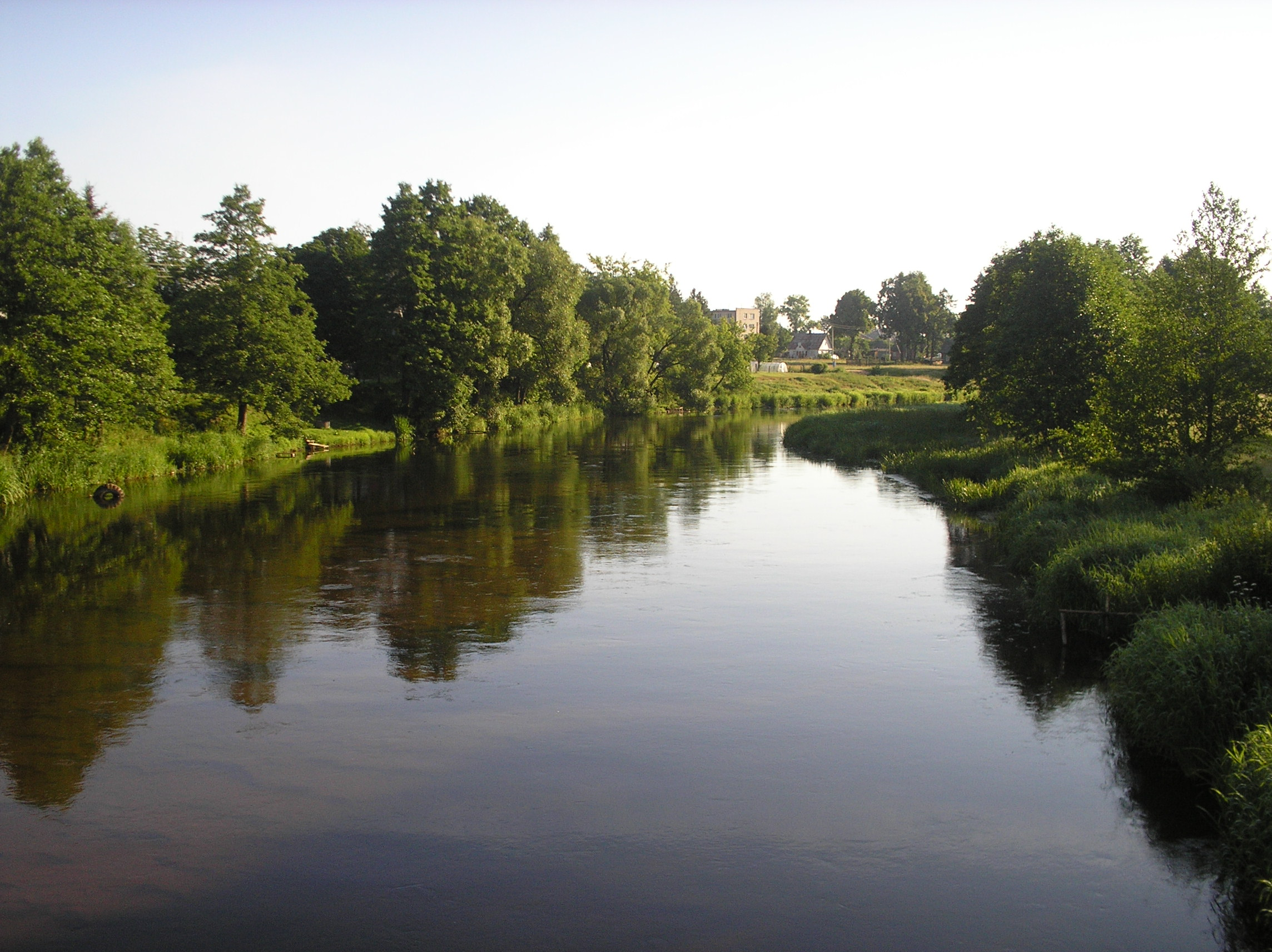
Žeimena

Žeimena je řeka ve východní části Litvy, ve Vilniuském kraji, v okrese Švenčionys. Vytéká z jezera Žeimenys, jehož prostřednictvím řeku napájejí všechna hlavní velká jezera národního parku Aukštaitijos. Z tohoto důvodu je nejasné, jak určit délku toku. Podle některých propočtů je to 79,6 km, podle jiných 82 km, podle dalších 114 km. Řeka teče převážně směrem jižním, s občasnými většími či menšími odklony k západu. Je středně silně meandrující s poměrně drobnými ale hustými meandry. Je to typická Aukštaitská řeka, protéká písčitými a svažitými bory, nezřídka i bažinatými olšinami. U vsi Santaka (lit. Soutok) se vlévá do řeky Vilija, která se od tohoto soutoku dále jmenuje Neris (212,6 km od jejího ústí do Němenu). Je to jedna z nejčistších řek v Litvě, na které nejsou přehrady nebo podobná díla bránící tahu ryb, proto je zařazena mezi nejdůležitější trdliště lososovitých ryb. Již několik let jsou zde pořádány akce proti pytlákům, které přinesly viditelný úspěch, zřetelné zvýšení populace pstruhů a dalších lososovitých.

## Přítoky

### Jezero Lūšiai
Jezero Lūšiai je značně členité, s četnými zátočinami, průlivy, zúženími a za nimi dalšími samostatným jezerům podobnými zálivy. Proto mají některé části tohoto jezera samostatná jména. Jsou to: Šakarvai, vlastní Lūšiai, Lūšykštis, Asalnai a Asalnykštis
- Přítok do Asalnykštisu:

| Hydrologické pořadí | Řeka    | Délka (km) | Povodí (km²) | Ústí kde | Koordináty ústí                |
| ------------------- | ------- | ---------- | ------------ | -------- | ------------------------------ |
| 12110002            | Dumblys | 1,1        | 317,7        | Salos    | 55°21′20″ s. š., 26°1′8″ v. d. |

- Přítok do jezera Asalnai:

| Hydrologické pořadí | Řeka        | Délka (km) | Povodí (km²) | Ústí kde | Koordináty ústí                 |
| ------------------- | ----------- | ---------- | ------------ | -------- | ------------------------------- |
| 12110028            | Dringykščia | 0,6        | 149,9        | Meironys | 55°21′20″ s. š., 26°4′18″ v. d. |

### Jezero Žeimenys
- Přítoky jezera Žeimenys:

| Hydrologické pořadí | Řeka                   | Délka (km) | Povodí (km²) | Ústí kde        | Koordináty ústí                 |
| ------------------- | ---------------------- | ---------- | ------------ | --------------- | ------------------------------- |
| 12110002            | Baltelė neboli Jaurupė | 6,7        | 44,9         | Senieji Bajorai | 55°17′58″ s. š., 26°2′50″ v. d. |
| 12110003            | Šakarvos upelis        | 0,1        | 495,4        | Šakarva (ves)   | 55°18′32″ s. š., 26°3′32″ v. d. |
| 12110037            | Laukupė                | 3,0        | 44,3         | Pelekas         | 55°17′33″ s. š., 26°4′46″ v. d. |
| 12110042            | Kretuona               | 2,3        | 157,1        | Kretuonėlė      | 55°16′38″ s. š., 26°3′26″ v. d. |
| 12110001            | Žeimena odtok          | 79,6       | 2792,7       | Santaka         | 55°15′22″ s. š., 26°0′6″ v. d./ |

### Levé přítoky Žeimeny
| Hydrologické pořadí | Řeka                   | Délka (km) | Povodí (km²) | Vzdálenost od ústí (km) | Ústí kde      | Koordináty ústí                  |
| ------------------- | ---------------------- | ---------- | ------------ | ----------------------- | ------------- | -------------------------------- |
| 12110160            | Šventelė-Dėmė          | 17,6       | 93,5         | 65,6                    | Slabadiškė    | 55°12′16″ s. š., 25°58′46″ v. d. |
| 12110170            | Ž - 1                  | 7,5        | 10,5         | 56,6                    | Švenčionėliai | 55°8′43″ s. š., 25°58′59″ v. d.  |
| 12110180            | Dobis                  | 12,8       | 16,2         | 55,5                    | Garnys        | 55°8′13″ s. š., 25°58′41″ v. d.  |
| 12110190            | Miežis                 | 11,9       | 24,2         | 52,2                    | Sudota        | 55°7′18″ s. š., 25°58′10″ v. d.  |
| 12110270            | Saria                  | 27,9       | 78,7         | 34,5                    | Zirneliškė    | 55°3′11″ s. š., 25°52′25″ v. d.  |
| 12110280            | Mera-Kūna              | 60,2       | 204,4        | 28,6                    |               | 55°1′43″ s. š., 25°50′51″ v. d.  |
| 12110310            | Gorka neboli Voveraitė | 9,2        | 18,7         | 21,1                    | Voverė        | 54°59′57″ s. š., 25°48′35″ v. d. |
| 12110370            | Skerdiksna             | 13,8       | 46,0         | 13,5                    | Cegelnė       | 54°57′55″ s. š., 25°43′36″ v. d. |
| 12110410            | Petruškė               | 5,4        | 18,9         | 7,5                     |               | 54°56′33″ s. š., 25°39′49″ v. d. |

### Pravé přítoky Žeimeny
| Hydrologické pořadí | Řeka               | Délka (km) | Povodí (km²) | Vzdálenost od ústí (km) | Ústí kde    | Koordináty ústí                  |
| ------------------- | ------------------ | ---------- | ------------ | ----------------------- | ----------- | -------------------------------- |
| 12110110            | Kiauna             | 15,9       | 301,3        | 75,6                    | Šakališkė   | 55°14′13″ s. š., 25°58′21″ v. d. |
| 12110140            | Luknelė            | 12,7       | 39,3         | 70,9                    | Lukna       | 55°12′59″ s. š., 25°56′42″ v. d. |
| 12110150            | Sirgėla            | 5,2        | 31,2         | 66,7                    | Jusiai      | 55°12′2″ s. š., 25°58′7″ v. d.   |
| 12110210            | Lakaja             | 29,1       | 432,1        | 48,8                    | Santaka     | 55°6′36″ s. š., 25°56′48″ v. d.  |
| 12110250            | Ž - 10 (Gulbinė?)  | 2,8        | 13,8         | 38,9                    |             | 55°5′16″ s. š., 25°55′30″ v. d.? |
| 12110260            | Ž - 8(Beržluobis?) | 4,0        | 4,6          | 36,1                    |             | 55°4′46″ s. š., 25°55′3″ v. d.?  |
| 12110290            | Ž - 6 (Bevara?)    | 6,8        | 27,3         | 26,6                    | Meškerinė   | 55°1′45″ s. š., 25°49′41″ v. d.? |
| 12110320            | Dubinga            | 17,8       | 410,4        | 17,5                    | Pabradė     | 54°59′3″ s. š., 25°46′20″ v. d.  |
| 12110380            | Ž - 4 (Mečanka)    | 3,3        | 12,6         | 12,6                    | Mečanka     | 54°57′43″ s. š., 25°43′1″ v. d.  |
| 12110390            | Ž - 2              | 0,6        | 9,0          | 8,7                     | Sapiegiškės | 54°56′54″ s. š., 25°40′14″ v. d. |
| 12110420            | Jusinė             | 22,6       | 67,9         | 5,0                     | Jusinė      | 54°56′2″ s. š., 25°38′43″ v. d.  |
| 12110430            | Sąvalka            | 8,4        | 17,5         | 1,5                     | Naujasėdis  | 54°54′43″ s. š., 25°38′23″ v. d. |